# La Capelle-lès-Boulogne
La Capelle-lès-Boulogne è un comune francese di 1 537 abitanti situato nel dipartimento del Passo di Calais nella regione dell'Alta Francia.

## Società

### Evoluzione demografica
Abitanti censiti